# پادشاهی کرواسی (هابسبورگ)
پادشاهی کرواسی (به کرواتی: Kraljevina Hrvatska)، (به لاتین: Regnum Croatiae)، (به مجاری: Horvát Királyság)، (به آلمانی: Königreich Kroatien) یک بخش اداری که در بین سال‌های ۱۵۲۷ تا ۱۸۶۸ به عنوان جزئی از امپراتوری هابسبورگ وجود داشت. این پادشاهی بخشی از تاج‌وتخت سنت استفن بود اما برای مدت قابل توجهی از دوران موجودیتش، از جمله سال‌های پایانی آن به‌طور مستقیم تحت حاکمیت امپراتوری اتریش با مرکزیت زاگرب بود.
تا قرن هجده میلادی پادشاهی هابسبورگ کرواسی شامل تنها بخش کوچکی از شمال‌غربی امروزی کرواسی در اطراف زاگرب، و یک نوار کوچک اطراف رییکا که در قلمرو امپراتوری عثمانی نبود یا بخشی از مرز نظامی با هابسبورگ بود. در بین سال‌های ۱۷۴۴ و ۱۸۶۸ پادشاهی کرواسی یک پادشاهی مستقل تابع پادشاهی اسلوونی بود. قلمرو پادشاهی اسلوونی برای مدتی توسط امپراتوری عثمانی تسخیر شد و بخشی از مرز نظامی هابسبورگ شد. در سال ۱۷۴۴ میلادی این مناطق به عنوان پادشاهی اسلوونی سازمان یافته و شامل پادشاهی کرواسی شد. در سال ۱۸۴۹ دو امپراتوری به صورت کامل از هم جدا شدند و دو بخش اداری متفاوت تشکیل دادند. در سال ۱۸۶۸ میلادی دو پادشاهی بار دیگر باهم یک پادشاهی را تشکیل دادند که نام آن پادشاهی کرواسی-اسلوونی بود.

## حکومت هابسبورگ

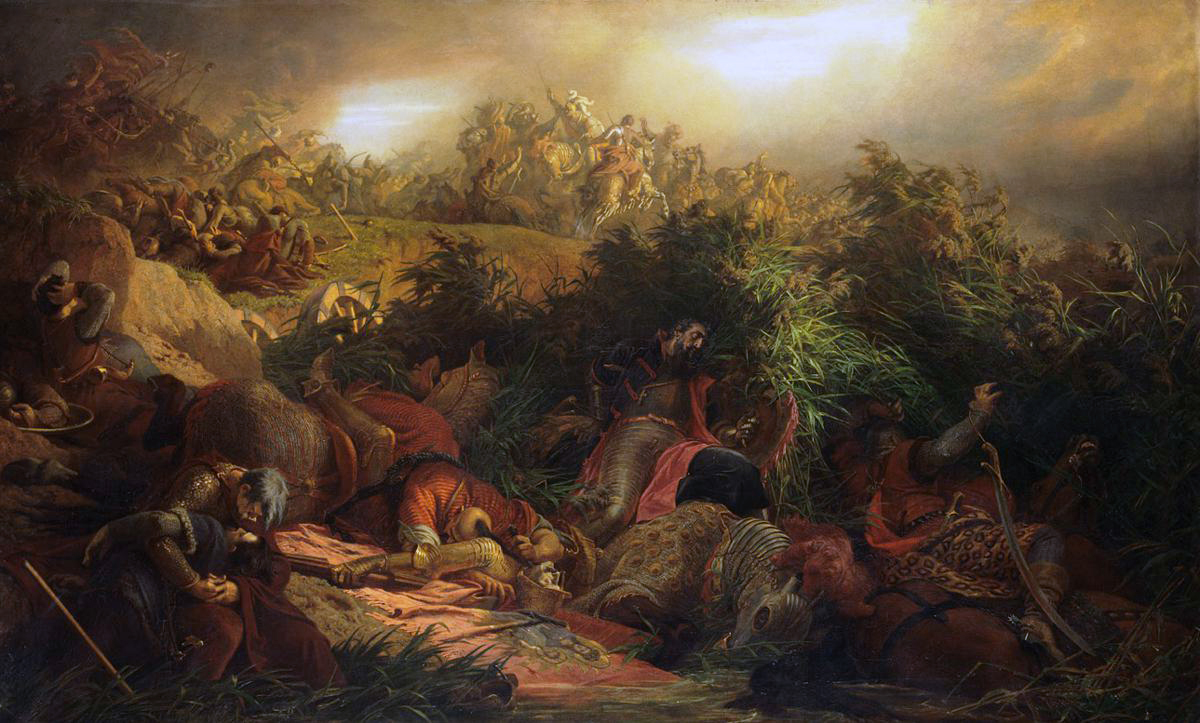
نبرد موهاچ اثر برتالان سزیکلی

در ادامه نبرد موهاچ در سال ۱۵۲۷، اشراف کروات و پادشاهی مجارستان نیاز به تصمیم‌گیری برای یک شاه جدید داشتند. بخش عمده‌ای از اشراف کروات با رای‌گیری در یک انتخابات پارلمانی پادشاه اتریشی فردیناند یکم، امپراتور مقدس روم از دودمان هابسبورگ را انتخاب کردند. برخی از اشراف با یانوش یکم مخالفت و برخی حمایت کردند، اما هنگامی که یانوش یکم در سال ۱۵۴۰ درگذشت، گزینه هابسبورگ چیره گشت.

## حمله عثمانی
با توجه به اینکه تغییر رهبری از یک راه‌حل برای جنگ با عثمانی دور بود، اما در حقیقت به تدریج در قرن ۱۶ امپراتوری عثمانی گسترش یافت و بخش‌های بسیاری از اسلوونی، بوسنی غربی و لیکا، کرواسی که حدود ۲۵ سال تحت تسلط هابسبورگ‌ها بود و ۲۰٬۰۰۰ کیلومترمربع مساحت داشت را تصرف کرد. در سال ۱۵۵۸ میلادی پارلمان کرواسی و اسلوونی پس از قرن‌ها باهم متحد شدند. سلطان سلیمان با استفاده از تضادهای ماکسیمیلیان دوم و سیگیسموند دوم آگوستوس، حمله ششم خود را به مجارستان در ۱۵۶۵ با ۱۰۰٬۰۰۰ سرباز آغاز کرد. سپاه عثمانی در محاصره سیگت‌وار قسمت شمالی قلعه مرزی سیگت‌وار را پس از ده سال تصرف کرد. به دستور شاه در ۱۵۵۳ و ۱۵۷۸ بخش‌های وسیعی از کرواسی و اسلوونی که در مجاورت امپراتوری عثمانی قرار داشتند به مرزهای نظامی تبدیل گشته و به‌طور مستقیم از مقر نظامی وین فرماندهی می‌شدند. با توجه به نزدیکی خطرناک به ارتش عثمانی، منطقه خالی از سکنه شد؛ بنابراین اتریش تصمیم گرفت با تشویق صرب‌ها، آلمانی‌ها، مردم مجار، مردم چک، اسلواک‌ها، روسین‌ها، اوکراینیان و دیگر اسلاوها به رفتن به مرزهای نظامی یک اتحاد قومی به وجود بیاورد. اثرات منفی ارباب‌رعیتی در سال ۱۵۷۳ زمانی تشدید شد که دهقانان در بخش‌های شمالی کرواسی و اسلوونی علیه اربابان خود به دلیل مالیات غیر منطقی و تجاوز به زنان در شورش دهقانی کروآت-اسلوون شرکت کردند. ماتیاس گوبک رهبری این شورش را بر عهده داشت که سرانجام با گذشت دوازده روز از آغاز شورش سرکوب شد. در مدت کوتاهی پس از آن ماتیاس و هزاران نفر دیگر به صورت عمومی اعدام شدند.
پس از سقوط قلعه بیهاچ توسط وزیر بوسنیایی حسن پاشا در ۱۵۹۲ میلادی تنها بخش کوچکی از کرواسی باقی ماند. ۱۶٬۸۰۰ کیلومترمربع که در آن ۴۰۰٬۰۰۰ نفر زندگی می‌کردند به عنوان بقایای باقی‌مانده از پادشاهی مشهور و بزرگ کرواسی معرفی می‌شوند.

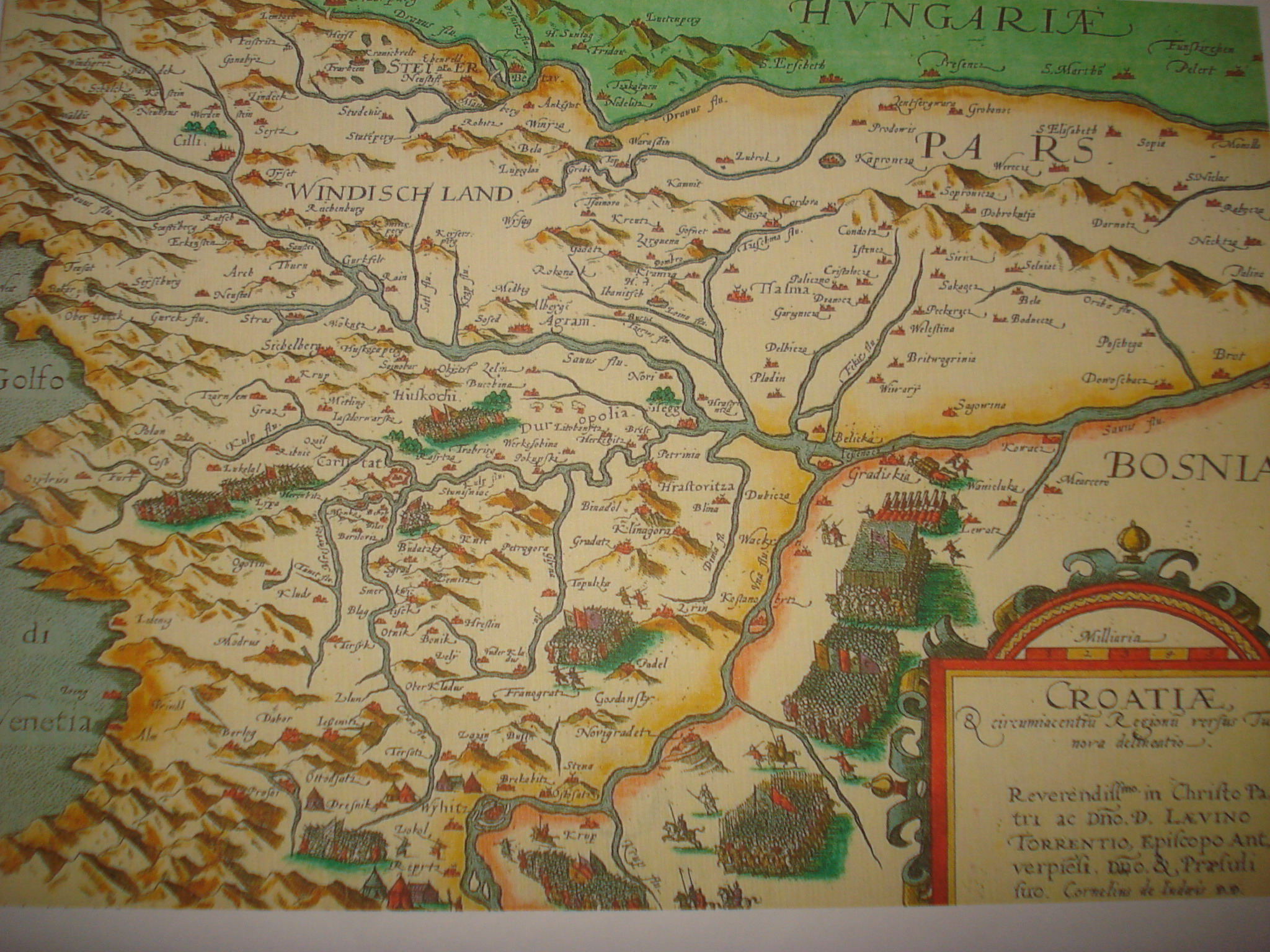
یک نقشه قدیمی از کرواسی در اواخر قرن شانزدهم